# Stade Las Victorias
Le stade Las Victorias est un stade de football de Chiquimula au Guatemala.
Son résident est le Club Social y Deportivo Sacachispas, un club évoluant en deuxième division du championnat du Guatemala de football.